# Última Lucha
Última Lucha es el trigésima octava y novena episodio de la primera temporada de Lucha Underground y es también la primera final de temporada. La primera parte de Ultima Lucha, el episodio 38, se estrenó en El Rey Network  el 29 de julio y las dos horas episodio final de Última Lucha, episodio 39, se estrenó el 5 de agosto, 30 en la Red de El Rey y más tarde se muestra en México en la UNIMAS red en una versión comentada español. 
Como parte del final de la temporada los tres de los campeonatos de Lucha Underground estaban en juego, incluyendo una lucha para determinar el primer Lucha Underground Gift of the Gods Championship. Los episodios ganaron reconocimiento de la crítica.

## Producción
Las tres horas de Última Lucha fueron grabados el 18 de abril (Episodio 38) y 19 de abril (episodio 39) de 2015 en el "templo Lucha Underground" en Boyle Heights, Los Ángeles, California , el sitio de todas las grabaciones televisivo Lucha Underground. El espectáculo también contará con segmentos que están destinados a ser de "detrás del escenario" que se filmó en un momento diferente al de los partidos mismos y el editados en el programa para dar la apariencia de que se producen entre o durante los partidos. El evento será transmitido en dos partes, episodio 38, un programa de una hora y 39 un espectáculo de la temporada final de dos horas. La Ultima Lucha espectáculo fue anunciado por primera vez por el propietario historia de la Lucha metro Darío Cueto (Luis Fernández-Gil) en la grabación de televisión de marzo de 22 de 2015. El anuncio se emitió el 10 de junio durante el episodio 31 de "The Desolation of Drago".

## Argumento

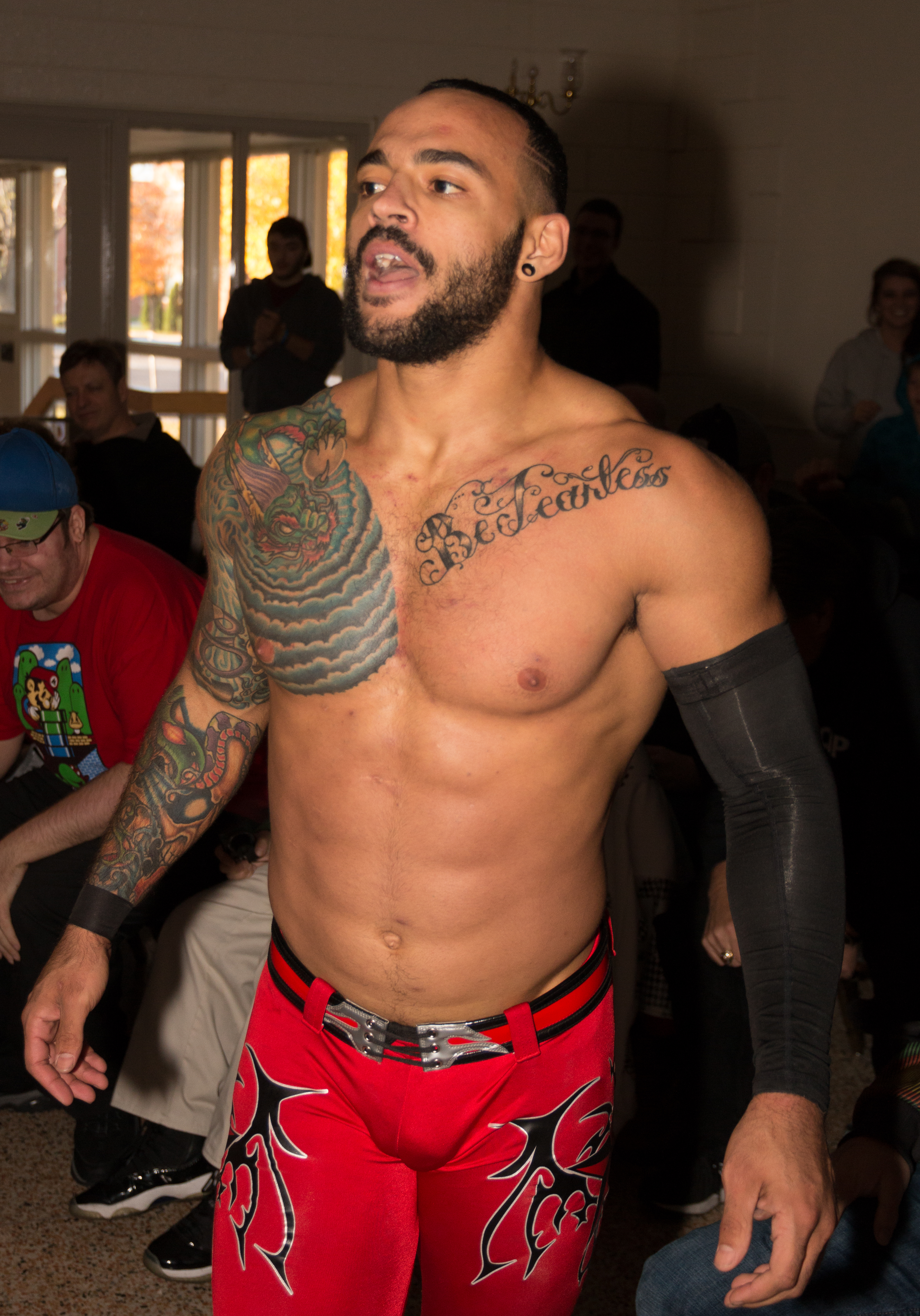
Trevor Mann, quien interpretó el enmascarado "Prince Puma", el Campeón de Lucha Underground entró en Última Lucha 1.

Durante el episodio 8 (A Unique Opportunity), Dario Cueto introdujo el Campeonato de Lucha Underground reveló su cinturón, a continuación, anunció la Primera Lucha de Aztec Warfare el 1 de enero de 2015, para coronar al Campeonato de Lucha Underground. También en ese episodio, Mil Muertes (Gilbert Cosme) y Fénix venció a otros nueve luchadores, a continuación, Muertes, venció a Fénix para que Muertes, entraría en el Primera Lucha de Aztec Warfare.

## Recepción
Ambas partes de Ultima Lucha, así como toda la primera temporada de Lucha Underground , ganaron reconocimiento de la crítica.

## Resultados
Parte 1
- Cage derrotó a The Mack en un Falls Count Anywhere Match (7:42).
  - Cage cubrió a Mack con un "Curb Stomp" sobre un bloque.
- The Disciples of Death (Barrio Negro, El Sinestro de la Muerte, y Trece) (con Catrina) derrotaron a Angélico, Ivelisse y Son of Havoc y ganaron los Campeonatos de Tríos de Lucha Undeground en un Mixed Tag Team Match (6:20)
- Drago derrotó a Hernández. (8:49)
  - Drago cubrió a Hernández con un "Diving Splash".

Parte 2
- Dark Match: El Mariachi Loco derrotó a Angélico, Barrio Negro, Cage, Drago, Hernández, Ivelisse, Son of Havoc, Super Fly, y Trece y ganó los $100,000.00 en un 10-man Battle_Royal_Match.
  - Mariachi Loco ganó la lucha después de descolgar el maletín de dinero.
- Johnny Mundo derrotó a El Patrón Alberto.
  - Mundo cubrió a Alberto con un golpe con el Megacampeonato de  AAA de Evelina y un "Fin del Mundo".
  - Durante el combate Mundo se rindió con un "Rompe Destinos" pero el árbitro no lo vio.
  - Durante el combate Evelina atacó a Alberto.
  - Después del combate Alberto atacó a Mundo.
- Pentagón Jr. derrotó a Vampiro en un Cero Miedo No Disqualification Match.
  - Pentagón cubrió a Vampiro con un "Ura-nage" sobre una mesa con fuego.
  - Después de la lucha, Pentagón Jr. y Vampiro se dieron la mano en señal de respeto.
- Fénix derrotó a Aero Star, Bengala, Big Ryck, Jack Evans, King Cuerno y Sexy Star y ganó el inaugural Campeonato de Gift of the Gods.
  - Fénix cubrió a Evans con un "Fire Thunder Driver".
- Blue Demon Jr. (con Mr. Cisco & Castro) derrotó a El Texano Jr. en un No Disqualification Match.
  - Demon cubrió a Texano con un silletazo a la cabeza.
  - Durante el combate Mr. Cisco y Castro interfirieron a favor de Demon. Chavo Guerrero Jr. también intervino a favor de Demon atacando a Texano y dándole la silla a Demon.
  - Originalmente el combate era un Single Match solo que Dario Cueto dio la orden de que fuera un No Disqualification Match.
- Mil Muertes (con Catrina) derrotó a Prince Puma y ganó el Campeonato de Lucha Underground.
  - Muertes cubrió a Puma con un "Flatliner" desde la tercera cuerda.